# Paraliburnia clypealis
Paraliburnia clypealis är en insektsart som först beskrevs av Sahlberg 1871.  Paraliburnia clypealis ingår i släktet Paraliburnia och familjen sporrstritar. Enligt den finländska rödlistan är arten nära hotad i Finland. Enligt den svenska rödlistan är arten sårbar i Sverige. Arten förekommer i Svealand. Artens livsmiljö är strandängar vid sötvatten. Inga underarter finns listade i Catalogue of Life.